# Eriocaulon schimperi
Eriocaulon schimperi là một loài thực vật có hoa trong họ Eriocaulaceae. Loài này được Körn. ex Ruhland mô tả khoa học đầu tiên năm 1899.